# Floyd Dell
Floyd Dell, född 28 juni 1887, död 23 juli 1963, var en amerikansk journalist och författare.
Dell har skrivit flera romaner, skådespel, sociala och litterära essäer, varibland märks The Briary-bush (1921, svensk översättning Törnesnåret 1922), Runaway (1925), Intellectual vagabondage (1926), Upton Sinclair. A study in social protest (1927, svensk översättning 1928).